# Европско првенство у кошарци 2013 — Група Б
Група Б на Европском првенству у кошарци 2013. играће своје утакмице између 4. и 9. септембра 2013. Све утакмице ове групе играће се у дворани Подмежакла, Јесенице, Словенија.
У овој групи су се такмичиле репрезентације Босне и Херцеговине, Летоније, Литваније, Македоније, Црне Горе и Србије. У другу фазу такмичења пласирале су се репрезентације Србије, Литваније и Летоније.

## Табела
| Табела групе Б      | ОУ | П | ПО | КД  | КП  | КР  | Бод |
| ------------------- | -- | - | -- | --- | --- | --- | --- |
| Србија              | 5  | 3 | 2  | 371 | 366 | +5  | 8   |
| Летонија            | 5  | 3 | 2  | 365 | 360 | +5  | 8   |
| Литванија           | 5  | 3 | 2  | 347 | 337 | +10 | 8   |
| Босна и Херцеговина | 5  | 3 | 2  | 358 | 359 | -1  | 8   |
| Црна Гора           | 5  | 2 | 3  | 376 | 382 | -6  | 7   |
| Македонија          | 5  | 1 | 4  | 356 | 369 | -13 | 6   |

## 4. септембар

### Летонија — Босна и Херцеговина
| 4. септембар 14:30 | Извештај | Летонија                                                      | 86 : 75 | Босна и Херцеговина                 | Дворана Подмежакла, Јесенице Гледаоци: 1.620 Судије: Елијас Коромилас (Грчка), Роберт Виклицки (Чешка), Апостолос Калпакас (Шведска) |  |
| 4. септембар 14:30 | Извештај | Четвртине: 20–20, 23–13, 19–24, 24–18                         |         |                                     | Дворана Подмежакла, Јесенице Гледаоци: 1.620 Судије: Елијас Коромилас (Грчка), Роберт Виклицки (Чешка), Апостолос Калпакас (Шведска) |  |
| 4. септембар 14:30 | Извештај | Поени: Фреиманис 24 Скокови: Блумс 6 Асистенције: Стрелникс 8 |         | Ђедовић 19 Телетовић, Рајт 8 Рајт 2 | Дворана Подмежакла, Јесенице Гледаоци: 1.620 Судије: Елијас Коромилас (Грчка), Роберт Виклицки (Чешка), Апостолос Калпакас (Шведска) |  |

### Македонија — Црна Гора
| 4. септембар 17:45 | Извештај | Македонија                                                              | 80 : 81 | Црна Гора                              | Дворана Подмежакла, Јесенице Судије: Гверино Черебук (Италија), Срђан Дозаи (Хрватска), Томаш Травицки (Пољска) |  |
| 4. септембар 17:45 | Извештај | Четвртине: 24-25, 22-20, 21-19, 13-17                                   |         |                                        | Дворана Подмежакла, Јесенице Судије: Гверино Черебук (Италија), Срђан Дозаи (Хрватска), Томаш Травицки (Пољска) |  |
| 4. септембар 17:45 | Извештај | Поени: Макајлеб 23 Скокови: Антић, Самарџиски 6 Асистенције: Илиевски 5 |         | Рајс, Су. Шеховић 16 Дубљевић 5 Рајс 5 | Дворана Подмежакла, Јесенице Судије: Гверино Черебук (Италија), Срђан Дозаи (Хрватска), Томаш Травицки (Пољска) |  |

### Србија — Литванија
| 4. септембар 21:00 | Извештај | Србија                                                                        | 63 : 56 | Литванија                               | Дворана Подмежакла, Јесенице Гледаоци: 4.720 Судије: Хуан Артега (Шпанија), Емин Моулкоч (Турска), Сашо Петек (Словенија) |  |
| 4. септембар 21:00 | Извештај | Четвртине: 20-10, 13-17, 18-14, 12-15                                         |         |                                         | Дворана Подмежакла, Јесенице Гледаоци: 4.720 Судије: Хуан Артега (Шпанија), Емин Моулкоч (Турска), Сашо Петек (Словенија) |  |
| 4. септембар 21:00 | Извештај | Поени: Нен. Крстић 20 Скокови: Нен. Крстић 9 Асистенције: Недовић, Марковић 3 |         | Калнијетис 17 Кузминскас 6 Калнијетис 3 | Дворана Подмежакла, Јесенице Гледаоци: 4.720 Судије: Хуан Артега (Шпанија), Емин Моулкоч (Турска), Сашо Петек (Словенија) |  |

## 5. септембар

### Црна Гора — Летонија
| 5. септембар 14:30 | Извештај | Црна Гора                                                          | 72 : 73 | Летонија                          | Дворана Подмежакла, Јесенице Гледаоци: 1.600 Судије: Гверино Чербук (Италија), Апостолос Калпакас (Шведска), Сашо Петек (Словенија) |  |
| 5. септембар 14:30 | Извештај | Четвртине: 17-17, 20-20, 15-17, 20-19                              |         |                                   | Дворана Подмежакла, Јесенице Гледаоци: 1.600 Судије: Гверино Чербук (Италија), Апостолос Калпакас (Шведска), Сашо Петек (Словенија) |  |
| 5. септембар 14:30 | Извештај | Поени: Рајс 24 Скокови: Се. Шеховић, Секулић 6 Асистенције: Рајс 5 |         | Јаниченокс 15 Фрејманис 7 Блумс 5 | Дворана Подмежакла, Јесенице Гледаоци: 1.600 Судије: Гверино Чербук (Италија), Апостолос Калпакас (Шведска), Сашо Петек (Словенија) |  |

### Босна и Херцеговина — Србија
| 5. септембар 17:45 | Извештај | Босна и Херцеговина                                         | 67 : 77 | Србија                           | Дворана Подмежакла, Јесенице Судије: Срђан Дозаи (Хрватска), Емин Могулкоч (Турска), Антон Махлин (Русија) |  |
| 5. септембар 17:45 | Извештај | Четвртине: 16-28, 15-17, 18-19, 18-13                       |         |                                  | Дворана Подмежакла, Јесенице Судије: Срђан Дозаи (Хрватска), Емин Могулкоч (Турска), Антон Махлин (Русија) |  |
| 5. септембар 17:45 | Извештај | Поени: Ђедовић 17 Скокови: Ђедовић 7 Асистенције: Ђедовић 5 |         | Марковић 15 Бјелица 11 Недовић 6 | Дворана Подмежакла, Јесенице Судије: Срђан Дозаи (Хрватска), Емин Могулкоч (Турска), Антон Махлин (Русија) |  |

### Литванија — Македонија
| 5. септембар 21:00 | Извештај | Литванија                                                             | 75 : 67 | Македонија                     | Дворана Подмежакла, Јесенице Гледаоци: 4.020 Судије: Хуан Артеага (Шпанија), Елијас Коромилас (Грчка), Роберт Виклицки (Чешка) |  |
| 5. септембар 21:00 | Извештај | Четвртине: 20-15, 19-18, 18-17, 18-17                                 |         |                                | Дворана Подмежакла, Јесенице Гледаоци: 4.020 Судије: Хуан Артеага (Шпанија), Елијас Коромилас (Грчка), Роберт Виклицки (Чешка) |  |
| 5. септембар 21:00 | Извештај | Поени: Калнијетис 17 Скокови: Валанчјунас 7 Асистенције: Калнијетис 5 |         | Илиевски 13 Антић 8 Илиевски 4 | Дворана Подмежакла, Јесенице Гледаоци: 4.020 Судије: Хуан Артеага (Шпанија), Елијас Коромилас (Грчка), Роберт Виклицки (Чешка) |  |

## 6. септембар

### Црна Гора — Босна и Херцеговина
| 6. септембар 14:30 | Извештај | Црна Гора                                                  | 70 : 76 | Босна и Херцеговина                 | Дворана Подмежакла, Јесенице Гледаоци: 2.320 Судије: Хуан Артеага (Шпанија), Емин Могулкоч (Турска), Антон Махлин (Русија) |  |
| 6. септембар 14:30 | Извештај | Четвртине: 17-13, 20-21, 22-15, 11-27                      |         |                                     | Дворана Подмежакла, Јесенице Гледаоци: 2.320 Судије: Хуан Артеага (Шпанија), Емин Могулкоч (Турска), Антон Махлин (Русија) |  |
| 6. септембар 14:30 | Извештај | Поени: Дубљевић 16 Скокови: Шеховић 14 Асистенције: Рајс 4 |         | Телетовић 18 Телетовић 11 Ђедовић 5 | Дворана Подмежакла, Јесенице Гледаоци: 2.320 Судије: Хуан Артеага (Шпанија), Емин Могулкоч (Турска), Антон Махлин (Русија) |  |

### Летонија — Литванија
| 6. септембар 17:45 | Извештај | Летонија                                                            | 59 : 67 | Литванија                                  | Дворана Подмежакла, Јесенице Гледаоци: 3.000 Судије: Срђан Дозаи (Хрватска), Роберт Виклицки (Чешка), Томаш Травицки (Пољска) |  |
| 6. септембар 17:45 | Извештај | Четвртине: 17-22, 14-17, 14-13, 14-15                               |         |                                            | Дворана Подмежакла, Јесенице Гледаоци: 3.000 Судије: Срђан Дозаи (Хрватска), Роберт Виклицки (Чешка), Томаш Травицки (Пољска) |  |
| 6. септембар 17:45 | Извештај | Поени: Куксикс 13 Скокови: Стрелнијекс 6 Асистенције: Стрелнијекс 3 |         | Валанчјунас 11 Валанчјунас 10 Калнијетис 6 | Дворана Подмежакла, Јесенице Гледаоци: 3.000 Судије: Срђан Дозаи (Хрватска), Роберт Виклицки (Чешка), Томаш Травицки (Пољска) |  |

### Македонија — Србија
| 6. септембар 21:00 | Извештај | Македонија                                                | 89 : 75 | Србија                               | Дворана Подмежакла, Јесенице Гледаоци: 5.500 Судије: Гверино Черебук (Италија), Апостолос Калпакас (Шведска), Сашо Петек (Словенија) |  |
| 6. септембар 21:00 | Извештај | Четвртине: 29-17, 19-15, 22-13, 19-30                     |         |                                      | Дворана Подмежакла, Јесенице Гледаоци: 5.500 Судије: Гверино Черебук (Италија), Апостолос Калпакас (Шведска), Сашо Петек (Словенија) |  |
| 6. септембар 21:00 | Извештај | Поени: Макејлеб 27 Скокови: Антић 14 Асистенције: Антић 3 |         | Анђушић 19 Нен. Крстић 11 Марковић 3 | Дворана Подмежакла, Јесенице Гледаоци: 5.500 Судије: Гверино Черебук (Италија), Апостолос Калпакас (Шведска), Сашо Петек (Словенија) |  |

## 8. септембар

### Босна и Херцеговина — Македонија
| 8. септембар 14:30 | Извештај | Босна и Херцеговина                                         | 62 : 54 | Македонија                     | Дворана Подмежакла, Јесенице Гледаоци: 4.700 Судије: Гверино Черебук (Италија), Роберт Виклицки (Чешка), Апостолос Калпакас (Шведска) |  |
| 8. септембар 14:30 | Извештај | Четвртине: 16-15, 13-13, 12-17, 21-9                        |         |                                | Дворана Подмежакла, Јесенице Гледаоци: 4.700 Судије: Гверино Черебук (Италија), Роберт Виклицки (Чешка), Апостолос Калпакас (Шведска) |  |
| 8. септембар 14:30 | Извештај | Поени: Телетовић 22 Скокови: Рајт 12 Асистенције: Ђедовић 6 |         | Макејлеб 19 Антић 7 Илиевски 5 | Дворана Подмежакла, Јесенице Гледаоци: 4.700 Судије: Гверино Черебук (Италија), Роберт Виклицки (Чешка), Апостолос Калпакас (Шведска) |  |

### Србија — Летонија
| 8. септембар 17:45 | Извештај | Србија                                                           | 80 : 71 | Летонија                        | Дворана Подмежакла, Јесенице Гледаоци: 3.200 Судије: Елијас Коромилас (Грчка), Емин Могулкоч (Турска), Томаш Травицки (Пољска) |  |
| 8. септембар 17:45 | Извештај | Четвртине: 28-15, 10-13, 20-25, 22-18                            |         |                                 | Дворана Подмежакла, Јесенице Гледаоци: 3.200 Судије: Елијас Коромилас (Грчка), Емин Могулкоч (Турска), Томаш Травицки (Пољска) |  |
| 8. септембар 17:45 | Извештај | Поени: Нен. Крстић 25 Скокови: Калинић 11 Асистенције: Недовић 4 |         | Јаниченокс 18 Берзињш 9 Блумс 3 | Дворана Подмежакла, Јесенице Гледаоци: 3.200 Судије: Елијас Коромилас (Грчка), Емин Могулкоч (Турска), Томаш Травицки (Пољска) |  |

### Литванија — Црна Гора
| 8. септембар 21:00 | Извештај | Литванија                                                              | 77 : 70 | Црна Гора                   | Дворана Подмежакла, Јесенице Гледаоци: 3.000 Судије: Хуан Артеага (Шпанија), Срђан Дозаи (Хрватска), Антон Махлин (Русија) |  |
| 8. септембар 21:00 | Извештај | Четвртине: 19-19, 13-15, 19-13, 12-16, 14-7                            |         |                             | Дворана Подмежакла, Јесенице Гледаоци: 3.000 Судије: Хуан Артеага (Шпанија), Срђан Дозаи (Хрватска), Антон Махлин (Русија) |  |
| 8. септембар 21:00 | Извештај | Поени: Лавринович 24 Скокови: Валанчјунас 10 Асистенције: Калнијетис 7 |         | Рајс 19 Бјелица 7 Бјелица 3 | Дворана Подмежакла, Јесенице Гледаоци: 3.000 Судије: Хуан Артеага (Шпанија), Срђан Дозаи (Хрватска), Антон Махлин (Русија) |  |

## 9. септембар

### Летонија — Македонија
| 9. септембар 14:30 | Извештај | Летонија                                                                           | 76 : 66 | Македонија                  | Дворана Подмежакла, Јесенице Гледаоци: 2.170 Судије: Срђан Дожаи (Хрватска), Апостолос Калпакас (Шведска), Емин Могулкоч (Турска) |  |
| 9. септембар 14:30 | Извештај | Четвртине: 27-16, 22-20, 13-16, 14-14                                              |         |                             | Дворана Подмежакла, Јесенице Гледаоци: 2.170 Судије: Срђан Дожаи (Хрватска), Апостолос Калпакас (Шведска), Емин Могулкоч (Турска) |  |
| 9. септембар 14:30 | Извештај | Поени: Јаниченокс, Берзињш 14 Скокови: Берзињш, Меиерс 9 Асистенције: Јаниченокс 5 |         | Антић 16 Антић 5 Илиевски 3 | Дворана Подмежакла, Јесенице Гледаоци: 2.170 Судије: Срђан Дожаи (Хрватска), Апостолос Калпакас (Шведска), Емин Могулкоч (Турска) |  |

### Литванија — Босна и Херцеговина
| 9. септембар 17:45 | Извештај | Литванија                                                     | 72 : 78 | Босна и Херцеговина               | Дворана Подмежакла, Јесенице Гледаоци: 3.170 Судије: Елијас Коромилас (Грчка), Томаш Травицки (Пољска), Антон Махлин (Русија) |  |
| 9. септембар 17:45 | Извештај | Четвртине: 18-18, 12-13, 22-26, 20-21                         |         |                                   | Дворана Подмежакла, Јесенице Гледаоци: 3.170 Судије: Елијас Коромилас (Грчка), Томаш Травицки (Пољска), Антон Махлин (Русија) |  |
| 9. септембар 17:45 | Извештај | Поени: Клејза 20 Скокови: Клејза 10 Асистенције: Калнијетис 6 |         | Телетовић 31 Телетовић 7 Гордић 5 | Дворана Подмежакла, Јесенице Гледаоци: 3.170 Судије: Елијас Коромилас (Грчка), Томаш Травицки (Пољска), Антон Махлин (Русија) |  |

### Црна Гора — Србија
| 9. септембар 21:00 | Извештај | Црна Гора                                                | 83 : 76 | Србија                        | Дворана Подмежакла, Јесенице Гледаоци: 4.200 Судије: Хуан Артеага (Шпанија), Гверино Черебук (Италија), Сашо Петек (Словенија) |  |
| 9. септембар 21:00 | Извештај | Четвртине: 19-25, 15-12, 20-21, 29-18                    |         |                               | Дворана Подмежакла, Јесенице Гледаоци: 4.200 Судије: Хуан Артеага (Шпанија), Гверино Черебук (Италија), Сашо Петек (Словенија) |  |
| 9. септембар 21:00 | Извештај | Поени: Рајс 12 Скокови: Вучевић 6 Асистенције: Поповић 6 |         | Катић 19 Гагић 6 Богдановић 4 | Дворана Подмежакла, Јесенице Гледаоци: 4.200 Судије: Хуан Артеага (Шпанија), Гверино Черебук (Италија), Сашо Петек (Словенија) |  |